# 辛普森街車站
辛普森街車站（英語：Simpson Street station）是紐約地鐵IRT白原路線一個慢車地鐵站，位於布朗克斯朗格伍德辛普森街和威斯徹斯特大道交界，設有2號線（任何時候停站）與5號線（任何時候停站（除繁忙時段的尖峰方向外））列車服務。

## 車站結構
| 月台層 | 側式月台 | 側式月台 |
| 月台層 | 北行慢車 | ← 往威克菲爾德-241街 (自由人街) ← 往伊斯徹斯特-代里大道 (自由人街)                                                                                |
| 月台層 | 尖峰快車 | ← 黃昏繁忙時段不停靠 ← 早上繁忙時段不停靠 → |
| 月台層 | 南行慢車 | ← 經第七大道往夫拉特布什大道-布魯克林學院 (因特韋勒大道) → ← 平日經萊辛頓大道往夫拉特布什大道-布魯克林學院， 黃昏/週末往滾球綠地 (因特韋勒大道) → |
| 月台層 | 側式月台 | |
| Ground | 街道層   | 出入口 上城升降機位於辛普森街及威斯徹斯特大道西南角，下城升降機位於西北角                                                                         |

此高架車站於1904年11月26日啟用，但原初作為IRT第三大道線的卑爾根大道繞道分支使用，直至1905年7月10日「IRT百老匯快車線」於傑克森大道車站興建，並於1955年取代了原線。此站於2000年代初翻新，並設有兩個側式月台和三條軌道。中央軌道作為5號線列車尖峰時段尖峰方向使用。路線往北由威斯徹斯特大道彎向南方林蔭路。月台東端可以看見此站東北五個街區以外在威斯徹斯特大道上彎曲而過的IRT佩勒姆線（6 與<6> 線）。

## 外部連結
- nycsubway.org—IRT White Plains Road Line: Simpson Street
- nycsubway.org — What We Build is Not Permanent, We Are Not What We Build Artwork by Lisa Amowitz (2006) （页面存档备份，存于）
- Station Reporter — 2 Train
- Station Reporter — 5 Train
- The Subway Nut — Simpson Street Pictures （页面存档备份，存于）
- MTA's Arts For Transit — Simpson Street (IRT White Plains Road Line)
- Simpson Street entrance from Google Maps Street View
- Platforms from Google Maps Street View